# Liste autobahnähnlicher Straßen
Diese Liste enthält eine Übersicht autobahnähnlicher Straßen (siehe dort).

Eine Gewährleistung auf Vollständigkeit bietet diese Liste nicht.

## Amerika

### Peru
- Panamericana Norte Lima – Huaral
- Panamericana Sur Lima – San Vicente de Cañete (Umgehung) – Chincha Alta – Pisco – Ica
- weitere Straßen im Großraum Lima

## Asien

### Südkorea

#### Nationalstraße
- N1
  - Mokpo-Brücke (3,82 km)
  - Goha-daero (5,20 km)
  - Bitgaram-Jangseong-ro (19,50 km)
  - Honam-ro (22,80 km) mit N21
  - Seouler Stadtautobahn: Westliche Hauptstraße (10,80 km): Anschluss zu E15
- N2
  - Ehemalige Expressway 15 (Südkorea) (4,41 km)
  - Muyeong-ro und Formel-1-Strecken-Straße (15,20 km): Anschluss zu E10
  - Jinju: Ringstraße und Umgehungsstraße für Jeongchon (7,00 km)
  - Suncheon–Gwangyang Fernstraße (Teilweise im Bau, 22,91 km)
  - Namhaean-daero (Machang-Brücke: 19,95 km)
- N3
  - Jinju: Ringstraße (7,40 km)
  - Guseong-Jirye-ro (9,30 km)
  - Gimcheon: Ringstraße (18,4 km)
  - Gyeongsang-daero (24,28 km)
  - Mungyeong-daero (8,70 km)
  - Chungju: Westliche Ringstraße (7,25 km)
  - Seongnam-Icheon-ro (47,30 km)
  - Sinpyeonghwa-ro (Teilweise im Bau, 35,80 km)
- N5
  - Gyeongbuk-daero (5,78 km) mit N36
  - Jungnyeong-ro (5,44 km) mit N36
  - Bukbu-ro (7,40 km) mit N38
  - Wonju: Anschluss- und Umgehungsstraße für alte Nationalstraße (14,90 km) mit N19
  - Cheoncheon: Ringstraße (16,80 km) mit N46
- N7
  - Tongsinsa-ro (Teilweise im Bau, 10,46 km)
  - Donghae-daero (46,68 km)
- N13 Wando-ro (12,50 km)
- N14
  - Geoje: Umgehungsstraße für Nationalstraße (11,02 km)
  - Namhaean-daero (8,45 km)
  - Haewon-ro (8,14 km)
  - Gimhae: Dongseo-daero (19,00 km)
  - Cheongnyang-ro (6,18 km)
- N15 Ujuhanggong-ro und Jogyesan-ro (14,25 km) mit N27
- N17
  - Expo-daero und Mupyeong-ro (40,4 km): Anschluss zu E10 und E27
  - Namwon: Seobu-ro (17,48 km)
  - Cheongju: 3. Ringstraße (24,73 km) mit N25
- N19
  - Chungju: Westliche Ringstraße (10,80 km)
  - Chungwon-daero (14,20 km)
- N20 Geoncheon–Pohang Industriestraße (32,90 km)
- N21
  - Wanju: Honam-ro (26,41 km) mit N27
  - Saemangeum Nordstraße (59,03 km)
  - Chungseo-ro (10,40 km)
  - Asan: Onyang Ringstraße (12,70 km)
- N23
  - Iksan: Seobu-ro (10,80 km)
- N24
  - Miryang-daero (4,00 km)
  - Gajisan-Tunnel (8,66 km)
  - Ulmil-ro (13,30 km)
- N25 Haewon-ro (10,80 km ohne N25-Anschluss Abschnitt)
- N27 Moak-ro (34,37 km)
- N28
  - Yeongcheon: Anschluss- und Umgehungsstraße für alte Nationalstraße (22,84 km) mit N35
  - Yeyeong-ro (20,60 km)
- N29
  - Geumman-ro (14,62 km)
  - Geumgang-ro (1,90 km)
- N31
  - Fernstraße Gijang–Onsan (Teilweise im Bau, 19,09 km)
  - Cheongnyang-ro (6,50 km)
  - Yeongilman-daero (28,68 km)
- N32 Seosan: Außenringstraße (7,65 km)
- N33 Jinju: Ringstraße (9,64 km)
- N34
  - Andong: Südliche Ringstraße (19,36 km)
  - Fernstraße Yeongin–Paengseong (5,97 km)
- N35 Gyeongju: Anschluss- und Umgehungsstraße für alte Nationalstraße (25,72 km)
- N36
  - Chungcheong-Naeryuk-ro (11,51 km)
  - Fernstraße Giheung–Sangmang (Teilweise im Bau, 6,05 km)
- N37 Yeojubuk-ro (11,30 km)
- N38
  - Fernstraße Paengseong–Oseong (11,27 km)
  - Jecheon: Bukbu-ro (15,60 km)
  - Gangwonnam-ro (32,17 km)
- N39
  - Asan: Onyang Ringstraße (Teilweise im Bau, 9,42 km)
  - Fernstraße Baebang–Tangjeong (4,90 km)
  - Fernstraße Todang–Gwansan (Teilweise im Bau, 9,34 km)
  - Sinhoguk-ro (6,88 km)
- N42
  - Neue Jungbu-daero (12,42 km)
  - Yeowon-ro (19,72 km)
  - Seodong-ro (5,47 km)
- N43
  - Fernstraße Sejong–Pyeongtaek (43,99 km): Anschluss zu E17
  - Bongyeong-ro (14,30 km)
- N46
  - Gyeongchunbuk-ro (20,60 km)
  - Chuncheon: Ringstraße (9,19 km) mit N56
- N56 Chuncheon: Ringstraße (7,60 km ohne N25-Anschluss Abschnitt)
- N58 Ungjang-ro (Teilweise im Bau, 21,86 km)
- N77 Jayu-ro (65,26 km)

#### Lokalstraße (Provinzialstraße)
- L49 Bitgaram-Jangseong-ro (22,10 km)
- L58 Busan-Geoje-Brücke (26,28 km)
- L69 Seonakdong-ro (11,46 km)
- L309
  - Stadtschnellstraße Bongdam–Gwacheon (35,80 km)
  - Umyeonsan-Tunnel (3,40 km)
- L330 3. Gyeongin Schnellstraße (14,30 km)
- L357 2. Jayu-ro (14,70 km)
- L1020 Changwon-daero und Geumgwan-daero (4,70 km)
- L1030 Namhaean-daero (17,0 km)

#### Stadtstraße
- Seoul
  - Alte Expressway 1 (Südkorea) Gyeongbu Expressway (6,80 km)
  - Nordliche Hauptstraße (8,30 km)
  - S30 Innenringstraße (22,00 km)
  - S61 Östliche Hauptstraße (29,61 km)
  - S70 Gangbyeonbuk-ro (29,96 km) mit N46
  - S88 Olympische Hauptstraße (42,50 km): Anschluss zu E60
  - S94 Gangnam-er Ringstraße (13,82 km)
- Busan
  - S11 1. Stadtautobahn (Beonyeong-ro, 18,06 km): Anschluss zu E1
  - S22 2. Stadtautobahn (Dongseo Viadukt, 14,04 km): Anschluss zu E104
  - S33 3. Stadtautobahn (Gwanmun-daero, 10,80 km): Anschluss zu E55
  - S12 Namhaean-daero (3,78 km)
  - S77 Außenringstraße (35,43 km)
- Daegu
  - S10 Apsan-Tunnel (7,94 km)
  - S11 Sincheon-daero (28,78 km)
  - S12 Seobyeonnam-ro (2,10 km)
  - Beoman-ro (7,30 km)
  - Technopolis-ro (13,64 km)
- Incheon
  - Anschlussstraße für 3. Gyeongin Schnellstraße (9,00 km)
  - Bongo-daero (7,10 km)
- Gwangju
  - 2. Ringstraße (27,66 km)
  - Mujin-daero (4,28 km)
  - Bitgoeul-daero (4,60 km)
  - Hanam-Jingok-Sandan-ro (11,20 km)
- Daejeon
  - Flussufer Stadtschnellstraße (9,53 km)
  - Gujeuk-Sejong-ro (4,60 km)
- Ulsan
  - Ulsan-Brücke (5,60 km)
  - Yeomposan-Tunnel (2,76 km)
  - Sinhang-ro (5,18 km)
  - Iye-ro (8,90 km)
- Goyang: S79 Gwonyul-daero (2,56 km)
- Seongnam
  - Stadtschnellstraße Bundang–Naegok (7,94 km)
  - Stadtschnellstraße Bundang–Suseo (25,34 km): Anschluss zu Seouler Östliche Hauptstraße (S61)
- Namyangju
  - S18 Deoknae-ro (4,90 km)
  - S112 Stadtschnellstraße Suseok–Hopyeong (11,20 km)
- Hwaseong: Stadtschnellstraße Bibong–Maesong (8,90 km)
- Changwon: S1 Pallyong-Tunnel (2,90 km)
- Pohang: Yeongilman-daero (9,54 km)

## Europa

### Niederlande
- N31 Zurich (A7) – Harlingen – A31 – Leeuwarden – Drachten (A7)
- N33 Assen (A28) – Zuidbroek (A7) – Delfzijl
- N34 Odern – Emmen – Hardenberg
- N36 Almelo – Kreuzung mit N 34 bei Ommen und Hardenberg
- N46 Groningen – Eemshaven
- N50 Zwolle (A28/A50) – Emmeloord (A6)
- N201 (Hilversum) – Hoofddorp – Hoofddorp – (Haarlem – Zandvoort)
- N205 Lisse – Hoofddorp – A 9 Rottepolderplein – Haarlem
- N256 Goes – Zierikzee
- N281 Schinnen – Simpelveld
- N299 Chevremont – Landgraaf
- N300 Nuth – Heerlen
- N366 Ter Apel – Stadskanaal – Veendam
- N381 Smilde – Emmen
- N391 bei Emmen

### Tschechien
- I/11
  - Opava – Hrádek
- I/13
  - Karlovy Vary – Ostrov
  - (Klášterec nad Ohří –) Chomutov – Teplice

- I/35
  - Hrádek nad Nisou – Turnov

- I/37
  - (Slatiňany –) Pardubice – Hradec Králové

- I/43
  - Brno – Kuřim

### Deutschland

#### Bundesstraßen

##### Bundesstraßen 1–25
- B 1
  -  AS Neuss-Hafen – Düsseldorf-Südfriedhof 
  - Düsseldorf Rheinufertunnel
  - Düsseldorf Kennedydamm
  -  Dortmund-Ost – Holzwickede (Übergang ) (→ „Westfalendamm“)
  - Salzkotten – AS Paderborn-Zentrum  Paderborn

- B 2
  -  AS Leipzig-Mitte – Leipzig-Eutritzsch 
  - Leipzig-Südvorstadt –  – Großdeuben 
  -  AS Roth – Roth – Wernsbach
  - Donauwörth (Nord) – AS Augsburg-West  (von dort autobahnähnlich als )
  - Oberau Nord – Farchant-Burgrain (tw. gemeinsam mit )

- B 2 R Mittlerer Ring München
  - Großteil

- B 3
  - AS Celle-Altencelle – AS Burgdorf – AS Beinhorn (Übergang in )
  - (Übergang aus ) AS Hannover-Misburg – Hannover-Seelhorster Kreuz (→ „Messeschnellweg“)
  - Hannover-Seelhorster Kreuz – Hannover-Landwehrkreisel (gemeinsam mit  und ) (→ „Südschnellweg“)
  - (i. B.: Hannover-Landwehrkreisel –) AS Pattensen-Nord (→Ortsumgehung Hemmingen[1]) – Pattensen-Süd (→ Ortsumgehung Pattensen)
  - Nörten-Hardenberg-Nord – Göttingen-Weststadt
  - Göttingen-Weststadt – Göttingen-Nordstadt (ehem. ; gemeinsamer Verlauf mit ) (→ Nordtangente Göttingen)
  - Cölbe – Marburg –  (bei Lollar)
  - Pohl-Göns-West – Pohl-Göns-Süd
  - Bad Vilbel – Preungesheimer Dreieck 
  - Frankfurt-Sachsenhausen – Offenbach 
  - Darmstadt, Karlsruher Straße

- B 4
  - (Übergang aus ) AS Lüneburg-Nord – AK Lüneburg-Häcklingen (Übergang in ) (→ Ortsumgehung Lüneburg)
  - Ortsumgehung Uelzen
  - Ortsumgehung Gifhorn
  - Meinholz –  AS Braunschweig-Wenden
  - Bad Harzburger Dreieck () – AS Bad Harzburg-Kaiserweg
  - Andisleben-Nord – AK Erfurt-Gispersleben
  - Ortsumgehung Rödental (2+1-System)
  - AS Coburg () – Coburg-Süd ( zur )

- B 5
  - Nordumgehung Brunsbüttel
  - Hamburg-Hamm – Hamburg-Mümmelmannsberg
  - Nauen – Berlin-Spandau

- B 6
  - Bremen-Überseestadt () – Bremen-Neustadt () (Übergang in )
  - Bremen-Flughafen – Bremen-Arsten () – Dreye
  - Marklohe Süd – Schneerener Krug
  - Marklohe ()– Nienburg-Langendamm
  - Nienburg-Langendamm – Neustadt am Rübenberge
  - Eilvese-Aschenkrug – Garbsen (Molkereistraße)
  - Garbsen (Am Heidehaus) – AK Hannover-Herrenhausen  – Hannover (Garbsener Landstraße) (→ „Westschnellweg“)
  - Hannover (Stöckener Landstraße) – Hannover (Deisterplatzkreisel) (→ „Westschnellweg“)
  - Hannover (Strousbergstraße) – Hannover (Ricklinger Kreisel) (→ „Westschnellweg“)
  - Hannover (Ricklinger Kreisel) – Hannover (Landwehrkreisel) (gemeinsam mit ) (→ „Westschnellweg“)
  - Hannover (Landwehrkreisel) – Hannover-Seelhorster Kreuz (gemeinsam mit  und ) (→ „Südschnellweg“)
  - Hannover-Seelhorster Kreuz – Dreieck Hannover-Messegelände (Übergang in ) – Gleidingen (Oesselser Straße)
  - Ahrbergen (Hildesheimer Straße) – Groß Förste (Burgstraße)
  - Hildesheim (Steuerwalder Straße) – Hildesheim (Berliner Kreisel)
  - AS Derneburg/Salzgitter () – AS Baddeckenstedt () – Rhene
  - Haverlah (Hauptstraße) – AS Salzgitter-Bad – AS Salzgitter-Hohenrode (tw. gemeinsam mit )
  - Goslar (Astfelder Straße) – Bad Harzburger Dreieck (/)
  - AK Bernburg/Saale (/) – Köthen () – AS Thurland (/)

- B 7
  - Düsseldorf-Heerdter Landstraße – Düsseldorf-Vogelsanger Weg
  - Calden – Vellmar
  - Erfurt – Mönchenholzhausen

- B 8
  - Kreuz Duisburg-Süd / – Düsseldorf-Kennedydamm (/)
  - Frankfurt-Höchst () – Kelkheim
  - Kleinostheim – Aschaffenburg
  - Würzburg – AS Rottendorf ()
  - Langenzenn – Fürth (→ „Südwesttangente“)

- B 9
  - Remagen – Sinzig  – Bad Breisig-Goldene Meile
  - Brohl-Lützing  – Andernach  – Koblenz-Nord  – Koblenz 
  - Bingen-Büdesheim – Bingen-Dietersheim
  - Mainz-Laubenheim  – Nackenheim
  - Worms  – Ludwigshafen-Nord  – Frankenthal – Ludwigshafen  – Speyer  – Schwegenheim  – Germersheim  – Wörth am Rhein

- B 10
  - Pirmasens AS / – Hinterweidenthal
  - Wörth (Rhein) in Verlängerung der () – Südtangente Karlsruhe (AS Kühler Krug)
  - Umfahrung Stuttgart-Zuffenhausen Nordabschnitt von  – , durchgehende Abschnitte
  - Umfahrung Stuttgart-Zuffenhausen Ostabschnitt gemeinsam mit , durchgehende Abschnitte
  - Untertunnelung Stuttgart-Pragsattel/Löwentor – Stuttgart-Wilhelma
  - Rosensteintunnel ab 2014 im Bau (wenn fertig, dann durchgehend von Pragsattel bis hinter Süßen)
  - Stuttgart-Bad Cannstatt – hinter Süßen (bald bis Kuchen)
  - Dornstadt – Ulm
  - Neu-Ulm Stadtgebiet
- B 11
  - Essenbach-Gaden bis Ortsanfang Landshut, gemeinsam mit  (d. h. ab der Vereinigung der alten , jetzt St 2074, mit der ; kein Standstreifen, keine Kraftfahrstraße)
  - Geretsried – Wolfratshausen
- B 12 Weitnau – Waltenhofen
- B 13 München-Harlaching – München-Giesing
- B 14
  - Stuttgart-Vaihingen ()– Stuttgart-Süd/Kaltental
  - Stuttgart-Marienplatz bis Stuttgart-Neckartor (4 Fahrstreifen, kreuzungsfrei, 50 km/h, wegen Luftreinhaltungsplan geändert auf 40 km/h)
  - Stuttgart-Neckartor – Stuttgart-Schwanenplatz-Tunnel
  - Schwanenplatz in Nordrichtung kreuzungsfrei
  - Schwanenplatz in Südrichtung ab 2014 kreuzungsfreier Ausbau
  - Stuttgart-Schwanenplatz bis Dreieck Neckarpark gemeinsam mit 
  - Dreieck Neckarpark (bei S–Untertürkheim) – Nellmersbach
- B 15n  Saalhaupt – Essenbach (i. B.: – Kreuz Landshut )
- B 16
  - bei Neustadt an der Donau
  - bei Abensberg
  - bei Kelheim
  - bei Regensburg
- B 16a
  - zwischen AS Ingolstadt-Nord  und Anschluss St2231 bei Ingolstadt-Mailing
- B 17
  -  Augsburg-West – Landsberg am Lech-West
- B 19
  -  – Eisenach-West – Eisenach-Oststadt
  - Wasungen – Walldorf
  -  – Estenfeld – Würzburg/Stadtgrenze – Würzburger Stadtring
  - Waltenhofen – Sonthofen-Nord
- B 20
  -  – Straubing
- B 22 im Bereich Bamberg
- B 23 Oberau Süd – Farchant-Burgrain (gemeinsam mit )
- B 25 Donauwörth – Bahnstrecke Donauwörth/Treuchtlingen

##### Bundesstraßen 26–50
- B 26 Darmstadt-Ost – Dreieck Dieburg
  - Babenhausen - Aschaffenburg
  - Goldbach - Hösbach - Laufach
  - Lohr - Karlstadt
  - Thünigen - Arnstein - Werneck
  - Schweinfurt
  - Haßfurt - Ebelsbach
  - Dippach - Viereth-Trunstadt - Bischberg
  - Bamberg (Zusammenführung zur  Bamberg-Hafen)
- B 27
  - Herzberg (Hebbelstraße) – AS Bad Lauterberg-West (gemeinsamer Verlauf mit ) (→ „Westharzschnellstraße“)
  - AS Ebergötzen-Ost – AS Ebergötzen-West – östliches Hacketal (tw. gemeinsamer Verlauf mit ) (→ Ortsumgehung Ebergötzen) (2+2-System; tw. keine Kraftfahrstraße)
  - AD Göttingen-Nord () – Göttingen-Nordstadt (tw. gemeinsamer Verlauf mit ) (→ Nordtangente Göttingen)
  - AS Fulda-Nord () – AK Fulda-Süd () (→ Umfahrung Fulda)
  - Veitshöchheim – Würzburg
  - Walldürn – Buchen
  - im Bereich der  Anschlussstelle Heilbronn/Neckarsulm
  - Bietigheim-Bissingen – Ludwigsburg-Nord/
  - Ludwigsburg/südlich der Stadt – Stuttgart-Zuffenhausen-Süd/Friedrichswahl
  - Stuttgart-Degerloch – Tübingen/nordöstlich der Stadt
  - Tübingen/südlich der Stadt – Dußlingen
  - Tunnel Dußlingen/2014 freigegeben
  - Bodelshausen/bei Hechingen – Balingen
  - Neukirch – Rottweil
  - Deißlingen – 
  - Bad Dürrheim – Donaueschingen
- B 28
  - Kehl – Appenweier
  - Tübingen – Metzingen
  - Neu-Ulm – Dreieck Hittistetten
- B 29
  - Fellbach () – Schwäbisch Gmünd-West (2014 Stadttunnel eröffnet, nur 2 Fahrstreifen)
  - Ortsumgehung Mögglingen
- B 30
  - Ulm – Biberach (Riß)
  - Baindt – Ravensburg-Oberzell
- B 31
  - Freiburg-Mitte – Buchenbach
  - Ortsumgehung Döggingen
- B 31a March/Umrich – Freiburg-Kronenstraße
- B 33 Autobahnkreuz Hegau ( und ) – Allensbach
- B 34 Singen/Steißlingen – Radolfzell (Teil der  zwischen Autobahnkreuz Hegau und Allensbach)
- B 35 Germersheim-Philippsburg
- B 36
  - Ortsumgehung Mannheim-Rheinau
  - Anschlussstelle Leopoldshafen/Forschungszentrum – Karlsruhe (Ende der Ausbaustrecke Höhe Sudetenstr.)
- B 39 Autobahnanschlussstelle Schwetzingen/Hockenheim () – Neulußheim
- B 40
  - Mainz – Autobahnkreuz Mainz (/)
  - Krifteler Dreieck  – Kelsterbach ()
- B 40a Schwanheimer Knoten () – Frankfurt-Nied
- B 41
  - Namborn-Eisweiler – Ottweiler
  - Schiffweiler – Neunkirchen
  - Neunkirchen – 
  - Bad Sobernheim Ortsumgehung Stadtteil Steinhardt
  - Waldböckelheim – Anschlussstelle
- B 42
  - Kreuz Bonn-Ost  – Bad Honnef
  - Neuwied  – Bendorf-Süd 
  - Koblenz-Ehrenbreitstein  –  – Lahnstein 
  - Wiesbaden-Frauenstein () – Walluf  – Eltville-Erbach
  - Weiterstadt
- B 43
  - Gustavsburg – Rüsselsheim
  - Ortsumgehung Raunheim
  - AS Kelsterbach () – Kelsterbach ()
  - AS Kelsterbach () – Frankfurt-Oberforsthaus
- B 43a Abzweig von der  in der Nähe der Anschlussstelle Hanau der  – Hanauer Kreuz (/)
- B 44
  - Frankfurt-Süd () – Zeppelinheim
  - Bürstadt – Lampertheim
- B 45
  - Dreieck Dieburg – Hanau-Steinheim
  - Hanau-Nord () – Bruchköbel
- B 47 Bürstadt – Bensheim
- B 47n Worms – Monsheim
- B 49
  - Gießen-Bergwerkswald – Wetzlar-Altenberger Straße
  - Löhnberg – Merenberg (i. B.: – Beselich-Obertiefenbach –) Limburg (/)
  - Eitelborn-Denzerheide  – Koblenz-Horchheim
- B 50
  - Rheinböllen (Anschlussstelle ) – Flughafen Hahn
  - Simmern – Flughafen Frankfurt-Hahn: 2011 freigegeben, jetzt also durchgehend
  - Longkamp – Autobahnkreuz Wittlich : Hochmoselübergang

##### Bundesstraßen 51–75
- B 51
  - Ortsumgehung Bohmte
  - Ortsumgehung Ostercappeln
  - Ortsumgehung Belm
  - Osnabrück-Nahne  – Georgsmarienhütte-Oesede (teilweise Kraftfahrstraße)
  - Georgsmarienhütte-Dörenberg – Bad Iburg
  - Ortsumgehung Münster
- B 54
  - Dortmund-Zentrum  – Dortmund-Süd  – 
  - (Übergang aus ) Krombach – Kreuztal – Siegen-Weidenau (ab hier gemeinsam mit ) – Siegen-Stadtmitte (Hüttentalstraße)
- B 55 Erwitte  –  – Anröchte
- B 56 St. Augustin-Menden – Siegburg-Stallberg
- B 61
  - Minden  – Porta Westfalica (Weserauentunnel)
  - Bad Oeynhausen – Ausfahrt Gohfeld  – Löhne-Wittel (derzeitiger Umbau zur )
  - Herford-Bünder Straße – Herford-Bielefelder Straße (Ortsumgehung Herford) (keine Kraftfahrstraße)
  - Bielefeld-Walther-Rathenau-Straße – Bielefeld-Zentrum  (Ostwestfalendamm)
  - Rheda Ost – Wiedenbrück Ost
- B 62
  - Siegen-Weidenau (gemeinsam mit  bis SI-Stadtmitte) – Siegen-Niederschelden (Abzweig) (Hüttentalstraße)
  - Kirchhain – Cölbe
- B 64
  - Ortsumgehung Rheda-Wiedenbrück
  - Südumgehung Paderborn
  - Holzminden – Bevern (2+1-System)
  - Negenborn – Eschershausen
- B 65
  - Minden  – Bückeburg
  - Ortsumgehung Stadthagen
  - Empelde – Hannover-Anderten (z. T. „Südschnellweg“)
- B 66 Leopoldshöhe-Asemissen –  Anschlussstelle Bielefeld-Ost – Bielefeld-Ostring
- B 67
  - Reken – Werth
- B 68 Bramsche-Hesepe – Osnabrück-Nord  – Osnabrück-Sonnenhügel
- B 70
  - Ortsumgehung Meppen
  - Gut Kellerberg – Varloherfeld
  - Osterbrock – Lingen-Süd
- B 71 (Übergang aus ) AS Magdeburg-Ebendorfer Chaussee – AS Magdeburg-Salbker Chaussee (Übergang in ) (→Magdeburger Ring)
- B 72
  - , AS Cloppenburg – Cloppenburg-West (2+1-System)
  - Friesoythe –  Filsum (2+1-System)
- B 73 bei Stade
- B 74 Ortsumgehung Osterholz-Scharmbeck
- B 75
  - Lübeck-Travemünde – Lübeck Innenstadt (unterbrochen durch den Herrentunnel)
  - Delmenhorst – Bremen
  - Ortsumgehung Rotenburg (Wümme)

##### Bundesstraßen 76–100
- B 76
  - Gettorf – Kiel
  - Kiel – Raisdorf
  -  – Schleswig Nord ()
- B 77 Rendsburg-West – Jevenstedt
- B 80 Umfahrung Halle-Neustadt (AS Halle-Neustadt  – Rennbahnkreuz)
- B 81 (Übergang aus ) AS Magdeburg-Salbker Chaussee – AK Magdeburg-Sudenburg () – Egeln-Nord
- B 82  – Goslar
- B 83
  - Rinteln-Deckbergen – Fischbeck (2+1-System)

- B 85
  - Schwandorf-Kreith – Anschlussstelle Schwandorf-Nord 
  - bei Bruck in der Oberpfalz
  - bei Roding
  - Cham-Wulfing – Anschlussstelle Cham-Süd (Verbindung zur )
- B 88 Eisenach – Wutha-Farnroda (ehemaliges Teilstück der )
- B 93 Zwickau – Meerane (keine Kraftfahrstraße)
- B 95 Rötha – Leipzig Südvorstadt (ab Großdeuben gemeinsamer Verlauf mit )
- B 96
  - Süderholz – Altefähr
  - Ortsumgehung Oranienburg – Autobahnkreuz Oranienburg ( Berliner Ring, )
  - Berlin-Lichtenrade – Ausfahrt Rangsdorf  ( Berliner Ring)
- B 100 Halle – Brehna

##### Bundesstraßen 101–250
- B 101
  - Berlin-Marienfelde (Landesgrenze) – Ludwigsfelde Ost  – Luckenwalde-West
- B 103  – Rostock-Lichtenhagen
- B 104 Lübeck-Siems  (gemeinsam mit ) – Herrentunnel – Lübeck-Schlutup
- B 105 Elmenhorst – Rostock Überseehafen
- B 106 Schwerin-Warnitz – Schwerin-Krebsförden
- B 172a Übergang aus S 177 –  AS Pina
- B 173
  - Lichtenfels (/ – Lichtenfels-Ost /Kronacher Straße)
  - Chemnitz-Südring (nicht kreuzungsfrei)
- B 174 Chemnitz – Zschopau
- B 175 (Niederschindmaas) –
- B 178 (Nostitz) – Löbau
- B 188 Stendal – Tangermünde
- B 189 Mose – AK Magdeburg-Zentrum () – AS Magdeburg-Ebendorfer Chaussee (Übergang in )
- B 199 Flensburg/Harrislee () – Flensburg Westerallee
- B 200 Westtangente Flensburg (von Kupfermühle/Grenze DK bis Flensburg ())
- B 202 Kiel – Schwentienetal (zusammen mit ), in diesem Abschnitt Anschlüsse zur ,  und zur
- B 207
  - Puttgarden Fährhafen – AS Heiligenhafen (Übergang in )
  - OU Mölln
- B 209 (Übergang aus ) AS Lüneburg-Lüne – AK Lüneburg-Häcklingen (→Ortsumgehung Lüneburg)
- B 210 Jever (Ottenburger Weg) Schortens – Wilhelmshavener Kreuz () – Roffhausen (Orbisstraße)
- B 212 Esenshamm – Golzwarden
- B 213
  - Ortsumgehung Lingen (Ems)
  - Cloppenburg West – Cloppenburg-Bethen
- B 214
  - Marklohe – Nienburg gemeinsam mit
- B 217
  - Ronnenberg – Evestorf
  - Steinkrug – Springe West
- B 218 Bramsche-Hesepe – Bramsche-Gartenstadt (gemeinsamer Verlauf mit )
- B 224
  - Gladbeck-Butendorf – Gelsenkirchen-Buer West 
  - Essen-Stadthafen – Kreuz Essen-Nord  – Essen-Altenessen
- B 233
  - Kamen  – Kamen-Zentrum  (Hochstraße)
  - Unna-Ost  – Unna-Süd (Iserlohner Straße) (ehem. )
- B 236 Lünen  –  – Dortmund-Berghofen (geplant bis Schwerte )
- B 238 Ortsumgehung Rinteln
- B 239
  -  Herford-Bünder Straße – Anschlussstelle Herford/Bad Salzuflen (→Ortsumgehung Herford) (keine Kraftfahrstraße!)
  -  Steinheim(Westf.) – Höxter  (2+1-System)
- B 243
  -  – Herzberg (Lonauer Straße) (tw. gemeinsam mit  sowie ) (→ „Westharzschnellstraße“) (tw. keine Kraftfahrstraße)
  - Herzberg (Hebbelstraße) – Wolfskuhle bei Nüxei (i. P.: – AS Mackenrode-Ost) (tw. gemeinsam mit ) (→ „Westharzschnellstraße“) ( tw. keine Kraftfahrstraße)
  - AS Großwechsungen-Nord – AD Großwechsungen () (→ „Westharzschnellstraße“)
- B 248
  - AS Ildehausen –  (gemeinsam mit ) (→ „Westharzschnellstraße“) (keine Kraftfahrstraße)
  - AS Salzgitter-Hohenrode – AS Salzgitter-Bad – Salzgitter-Bad (Steigerwinkel) (tw. gemeinsam mit )

##### Bundesstraßen 251–500
- B 255 Hahn am See  – Montabaur
- B 256
  - Bergneustadt –  – Brüchermühle
  - (i. B.: Rengsdorf –) Melsbach – Weissenthurm
- B 263 Wiesbaden-Amöneburg – Wiesbaden-Mainzer Straße
- B 266
  - Lohrsdorf/Heimersheim – Bad Neuenahr Ost
  - Remagen – Sinzig
- B 268 Saarbrücken Ludwigsberg – Saarbrücken Westspangenbrücke
- B 270
  - Pirmasens Einmündung Straße zu Husterhöhe/Stadion – Einmündung Kreisstraße von Petersberg
  - Kaiserslautern Vogelweh – Weilerbach
- B 277a Wetzlar-Dalheim – -Anschluss
- B 281 OU Saalfeld/Saale, OU Neustadt/Orla bis Triptis
- B 286  „Schweinfurt-Zentrum“ – Gerolzhofen –  „Wiesentheid“
- B 289
  - Coburg-Süd () – AS Untersiemau () (2+1-System)
  - Nordumgehung Kulmbach
- B 294 Gundelfingen – Winden im Elztal
- B 303
  - Wunsiedel – Schirnding
  - Schweinfurt (Stadtgrenze) - Autobahnauffahrt Schweinfurt West
- B 312 Filderstadt  – Metzingen
- B 313 Dreieck Plochingen  – Nürtingen
- B 326 bei Wuppertal Nord
- B 327
  - Nörtershausen-Pfaffenheck – 
  - Koblenz-Karthause –  – Koblenz-Horchheim
- B 402 Grenzübergang Schöninghsdorf – Meppen Nord
- B 404 Ortsumgehung Barkau
- B 416 Koblenz-Metternich – Kurt-Schumacher-Brücke
- B 433 Niendorf/Norderstedt – Alsterkrugchaussee
- B 437  bei Rodenkirchen – Wesertunnel –  bei Stotel
- B 442  Lauenau – Lauenau-Süd
- B 448 Obertshausen – Offenbach-Bieber
- B 455 Wiesbaden – Mainz-Kastel ()
- B 462 Rastatt-Rauental  – Gaggenau-Bad Rotenfels K 3737
- B 464 Sindelfingen L 1183 – Böblingen Hulb  – Böblingen K 1077
- B 469 Aschaffenburg – Klingenberg am Main
- B 471 Geiselbullach (Olching) –  (AS Dachau/Fürstenfeldbruck)
- B 473 Hamminkeln – Bocholt-West
- B 474 Dülmen Nord  – Dülmen Ost
- B 475 Ortsumgehung Soest
- B 500 Baden-Baden  – Baden-Oos

##### Bundesstraßen 501–535
- B 502 Kiel, Ostring – Brodersdorf, Laboe
- B 503 Kiel – Krusendorf
- B 514 Bad Oeynhausen / – Vlotho
- B 522 Hannover-Vahrenheide – Langenhagen
- B 535 Schwetzingen – Heidelberg-Rohrbach (z. T. noch im Bau)

#### Landesstraßen

##### Baden-Württemberg
- L 191 Singen – Mühlhausen-Ehingen
- L 605 Karlsruhe (Südtangente) – Ettlingen (Karlsruhe-Süd )
- L 1180 Gerlingen – Stuttgart-Botnang
- L 1187 Stuttgart-Birkenkopf – Schattenring

##### Bayern
- St 2584  – Flughafen München (ist offiziell Autobahn)

##### Brandenburg
- L 40 Potsdam – Güterfelder Eck
- L 76  – Abzweig Diedersdorf/Birkholz

##### Hessen
- L 3004 Frankfurt am Main (Rosa-Luxemburg-Straße)
- L 3005 Niederhöchstadt – Nordwestkreuz Frankfurt (/)
- L 3193 Hanau – Erlensee

##### Niedersachsen
- L 88  Anschlussstelle 71 Osnabrück-Hafen – Osnabrück-Eversburg
- L 321 Fallersleben – Wolfsburg
- L 472 (Nord-Süd-Straße) Salzgitter-Gebhardshagen – Salzgitter-Bad
- L 810 Hooksiel – Wilhelmshaven
- L 865 Oldenburg-Nadorst  – Oldenburg-Ohmstede

##### Nordrhein-Westfalen
- L 34 Köln Aachener Straße – Köln-Bocklemünd (Teil der Militärringstraße)
- L 52 Düsseldorf-Wersten – Hilden
- L 70 Wuppertal-Sonnborn – Wuppertal-Friedrichsberg
- L 74  Wuppertal-Sonnborn – Wuppertal-Kohlfurth
- L 84 Porz – Flughafen Köln-Bonn
- L 124  – Köln-Deutz
- L 141n Solingen-Schlagbaum – Solingen-Ohligser Heide (Teil der ehemals geplanten )
- L 150  bei Godorf – / bei Brühl
- L 237 Moers – Duisburg-Bergheim
- L 260 Aachen-Richterich – Aachen-Vaalserquartier
- L 418 Wuppertal-Sonnborn – Wuppertal-Lichtscheid
- L 419 Wuppertal-Lichtscheid –  bei Wuppertal-Linde
- L 473 Duisburg-Mühlenberg – Krefeld-Zentrum
- L 511 Recklinghausen – Herten
- L 612  – Flaesheim
- L 672 Unna-Ost  – Unna-Ost  (ehem. )
- L 705  – BO-Harpen

##### Rheinland-Pfalz
- L 419 Mainz-Finthen – Mainz-Zentrum
- L 426 Mainz-Lerchenberg – Mainz-Bretzenheim

##### Saarland
- L 252 Sulzbach (Saar) – Saarbrücken

##### Sachsen
- S 177 Pirna – Jessen

##### Schleswig-Holstein
- L 103 Quellental – Schenefeld
- L 317 Süderschmedeby – Schleswig
- L 328  Neumünster-Nord – Neumünster
- L 224 Ahrensburg-Innenstadt –

##### Thüringen
- L 1052 Ostumgehung Erfurt

#### Kreis- und Gemeindestraßen

##### Baden-Württemberg
Karlsruhe
- Südtangente Karlsruhe

##### Bayern
Nürnberg und Fürth
- Kreisstraße FÜs 6/FÜ 6 Fürth-Dambach/Zirndorf (G 108) – Zirndorf, Rothenburger Straße (St 2245)
- Kreisstraße N 4 Frankenschnellweg Nürnberg/Fürth  – Nürnberg-Eibach (G 206)
- Gemeindestraße G 108/G 109 Südwesttangente Fürth West  – Nürnberg Hafen-Ost  (G 206)

##### Niedersachsen
Salzgitter
- K 30 (Industriestraße Mitte) Lebenstedt - Watenstedt
- K 39 (Industriestraße Nord) Beddingen – Lebenstedt

Wolfsburg
- K 92  – Rabenberg

##### Nordrhein-Westfalen
Bochum
- K 3 Universitätsstraße

Dortmund
- K 16 Dortmund-Hafen – Dortmund-Marten  – Dortmund-Kirchlinde
- K 17 Dortmund-Innenstadt –  – Dortmund-Asseln

Hagen
- Fortsetzung der A 46 Feithstraße (L 704) – Landgericht (L 702)

Köln
- K 4 Neuehrenfeld, AS Ehrenfeld – Innere Kanalstraße
- K 8 (Mercatorstraße)
- Industriestraße (geplante )

Leverkusen
- Willy-Brandt-Ring

Mülheim an der Ruhr
- Emmericher Straße/Konrad-Adenauer-Brücke

##### Rheinland-Pfalz
Koblenz
- K 6 Koblenz-Metternich  – Koblenz-Moselweiß  (→ Kurt-Schumacher-Brücke)